# Knud Almar
Knud Almar, Jens Knud Almar, född den 29 juni 1889 i Köpenhamn, död den 7 november 1965, var en dansk skådespelare.
Han gjorde scendebut den 15 augusti 1910 som De Meerian i Odette på Oda Nielsens turné. Senare turnerade han med Otto Jacobsen under 30 år, dock med avbrott för att uppträda på flera köpenhamnska teatrar som Alexandrateatern 1914-1915, Dagmarteatern 1919-1923 och 1930-1937, Odense teater 1926-1927 samt Nørrebro teater 1927-1929. Efter 1940 frilansade han på Folketeatret, Det ny Teater och Fredriksberg Teater. Han medverkade i ett flertal filmer med början redan under stumfilmstiden. Han är begravd på Bispebjergs kyrkogård i Köpenhamn.

## Filmografi
- 1912 - Kvindehjerter - Charles Storm
- 1924 - Don Carlos väninnor - Carlo Morton
- 1924 - Sten Stensson Stéen från Eslöv - Falengren
- 1925 - Den store Magt - Jørgen Bang
- 1925 - Det store Hjerte - Hans
- 1925 - Hennes nåd dragonen
- 1935 - De bør forelske dem - August Stempel
- 1936 - Panserbasse - polisassistent
- 1937 - En fuldendt gentleman - Boye
- 1939 - Nordhavets mænd - Edwin Flatø
- 1939 - De tre, måske fire - gammal man
- 1942 - Tante Cramers testamente - Søren Rømer
- 1942 - Vi kunne ha' det så rart - Erhardt
- 1946 - Svart till obemärkt - Lehmann
- 1950 - Susanne - Magnus Hallenberg